# Najoro
Nayoro (japonsky:旭川市) je japonské město na severu ostrova Hokkaidó ve stejnojmenné provincii. Žije zde necelých 30 tisíc obyvatel. Vzniklo z vesnice s názvem Kaminajoro, teprve v roce 1956 bylo Najoro vyhlášeno městem. Město je dopravní uzel, sídlo univerzity a řady dalších škol.

## Partnerská města
- Lindsay, Kanada
- Dolinsk, Rusko